# Nedersta dammen i Kymmene älv
Nedersta dammen i Kymmene älv eller Yläallas är en damm i kommunerna Lovisa och Pyttis i landskapen Nyland och Kymmenedalen i Finland. Sjön ligger 11,4 meter över havet. Arean är 1,15 kvadratkilometer och strandlinjen är 12,66 kilometer lång. Sjön  ingår i Kymmene älvs huvudavrinningsområde.   Sjön genomflyts av Kymmene älv.
I sjön finns öarna Sjukhusholmen, Tirikka, Germundsö och Laxbodholmen. Väster vid utloppet av Nedersta dammen i Kymmene älv ligger Abborrfors och söder om denna ligger Abborforsviken, som är en havsvik. 
Nedersta dammen i Kymmene älv ligger omkring 89 km öster om Helsingfors. 